# Mr. Probz
Деннис Принсвелл Стер (нидерл. Dennis Princewell Stehr, род. 15 мая 1984 года в Зутермер, Нидерланды), более известный под сценическим псевдонимом «Mr. Probz» (Мистер Пробз) — нидерландский певец, автор песен, продюсер, актёр и рэпер. Он записывает и выпускает песни как на нидерландском, так и на английском языках. На его песню 2013 года «Waves» был выпущен ремикс немецким диджеем Робином Шульцем, который стал международным хитом в 2014 году.

## Карьера

### 2010-13: «The Treatment»
В 2010 году Mr. Probz был номинирован на BNN/State Award в категории «Лучший артист». В 2011 году Mr Probz выпустил сингл на нидерландском языке «Meisje luister», в сотрудничестве с Kleine Viezerik. Сингл стал № 1 в чарте FunX Hip Hop Chart. 16 сентября 2013 года Mr Probz выпустил свой дебютный альбом «The Treatment» для бесплатного прослушивания через интернет-сервис SoundCloud. Альбом также был выпущен и на iTunes. Альбом достиг 12 позиции в нидерландском чарте альбомов. В него включены синглы: «I’m Right Here», «Turning Tables» и «Gold Days».

### 2013-настоящее время: «Waves»
В ноябре 2013 года вышел сингл «Waves», который возглавил Топ10 синглов в Нидерландах. Песня также попала в чарты Австралии, Бельгии и Новой Зеландии. Немецкий DJ и продюсер Робин Шульц выпустил ремикс на этот сингл 4 февраля 2014 года в северной Америке и 7 февраля 2014 года в Европе. Ремикс оказался более успешным, чем оригинальная песня и возглавил чарты в Австрии, Германии, Норвегии, Швеции, Швейцарии и Великобритании. В Дании, Финляндии, Венгрии, Ирландии, Италии и США ремикс находился в первых строчках хит-парадов Топ10.
Mr Probz сотрудничал с 50 Cent, в частности на его сингле «Twisted», который был выпущен в мае 2014 года. Песня «Nothing Really Matters», была выпущена в сентябре 2014 года. Он также работал вместе с Professor Green над его синглом «Little Secrets», который вышел в декабре 2014 года. В 2014 года он сотрудничал с голландским DJ Hardwell при записи песни «Birds Fly», которая вошла на дебютный альбом Хардвелла «United We Are» (вып. январь 2015).

## Дискография

### Альбомы
| Название      | Альбом                                                                                          | Пиковые позиции чартов | Пиковые позиции чартов |
| Название      | Альбом                                                                                          | NL                     | BE                     |
| ------------- | ----------------------------------------------------------------------------------------------- | ---------------------- | ---------------------- |
| The Treatment | - Релиз: 16 сентября 2013 года - Студия: Traumashop, Republic - Формат: CD, цифровое скачавание | 12                     | 179                    |

### Синглы

#### Собственные
- «I’m Right Here» (2013)
- «Turning Tables» (2013)
- «Gold Days» (feat. Action Bronson) (2013)
- «Waves» (Robin Schulz Remix) (2014)[A]
- «Nothing Really Matters» (2014)

#### Как приглашённый артист
- «Meisje luister» (Kleine Viezerik ft. Mr Probz) (2010)
- «Sukkel voor de liefde» (The Opposites ft. Mr Probz) (2013)
- «Twisted» (50 Cent ft. Mr Probz) (2014)
- «Little Secrets» (Professor Green ft. Mr Probz) (2014)
- «Another You» (Armin van Buuren ft. Mr Probz) (2015)

### Комментарии
- A ↑  Оригинальная версия песни «Waves» была выпущена в ноябре 2013 года и попала в чарты Австралии, Бельгии, Нидерландов и Новой Зеландии.